# الکساندر گروتندیک
الکساندر گروتندیک (Alexander Grothendieck) (آلمانی: [ˈgro:tn̩di:k]; فرانسوی: [gʁɔtɛndik]; زاده ۲۸ مارس ۱۹۲۸–۱۳ نوامبر 2014) ریاضی‌دان بدون تابعیّت، زادهٔ جمهوری وایمار و سپس فرانسوی بود. وی چهره اصلی در ایجاد نظریهٔ نوین هندسه جبری است. برنامهٔ پژوهشی او در این حوزه به‌شدت گسترده‌است.
یکی از بزرگ‌ترین دستاوردهای او کشف نخستین نظریهٔ کوهومولوژی وایل حسابی است.
سر، دوست و همکار قدیمی گروتندیک، می‌گوید: او به مدت دوازده سال، دوازده ساعت در روز، هفت روز هفته و دوازده ماه سال را ریاضی کار می‌کرد و علی‌رغم این همه سخت کار کردن از ریاضی خسته نمی‌شد.
دیر زمانی پس از رفتن او از ریاضی، شیوه اندیشیدن گروتندیک بر نسل‌هایی از ریاضی‌دانان اثر گذاشته‌است. اثر او بر نقش ویژگی‌های جهانی نظریه رسته‌ها را به عنوان یک اصل سازماندهی مهم به جریان اصلی برگرداند.
گروتندیک مؤسسه مطالعات علمی پیشرفته را که در آن استاد بود و بزرگ‌ترین کار خود را در آن کرده بود، در پی مناقشه‌ای بر سر بودجه نظامی در ۱۹۷۰، به دلایل شخصی و سیاسی ترک کرد. در پی آن؛ فعالیت ریاضیاتی او متوقف شد. او در ۱۹۸۸ رسماً بازنشسته شد و چند سال بعد به پیرنه نقل مکان کرد و در آن در انزوا از جامعه زندگی می‌کرد.

## آغاز زندگی
گروتندیک (شناخته‌شده به بروایه) از پدر و مادری آنارشیست در ۱۹۲۸ در برلین زاده شد. شاپیرو، پدر او اصالتا یهودی حسیدی بود و در روسیه زندانی شده بود. تاناروف، مادرش از خانواده‌ای پروتستان از هامبورگ برخاسته بود. هردو در دوران نوجوانی پیوندهای خود را با پیش زمینه‌های خود قطع کرده بودند. در زمان تولد گروتندیک مادرش در ازدواج روزنامه‌نگاری به نام یوهانس راداتس بود و نام او در هنگام تولد هم نخست الکساندر راداتس ثبت شده بود. این ازدواج در ۱۹۲۹ به هم خورد و شاپیرو/تاناروف به رسمیت شناختند که پدر و مادر اویند ولی هرگز با هم ازدواج نکردند.
گروتندیک تا ۱۹۳۳ با پدر و مادرش زندگی کرد. آنان او را در مراقبت یک کشیش و معلم لوتری در هامبورگ گذاشتند و خود به هواداری از جنگ داخلی اسپانیا (ولی نه در عرصهٔ رزم) به آن کشور رفتند. در ۱۹۳۹ او و مادرش در اردوگاه‌های گوناگونی برای آوارگان زندگی کردند. پدرش دستگیر شد و پس از فرستاده شدن به اردوگاه آشویتس در سال ۱۹۴۲ درگذشت. او به فرانسوی، آلمانی و انگلیسی سخن می‌گفت.

## سیاست و کناره‌گیری از فضای آکادمیک
دیدگاه‌های سیاسی گروتندیک رادیکال و صلح خواهانه بود. در نتیجه او شدیداً مخالف مداخله آمریکا در ویتنام و توسعه طلبی نظامی شوروی بود. او هنگامی که هانوی زیر بمباران بود، برای مخالفت با جنگ ویتنام در جنگل‌های پیرامون هانوی درس‌هایی در زمینه نظریه رسته‌ها ارائه می‌کرد. او پس از این که فهمید بخشی از بودجه نهاد محل کارش (IHÉS) نظامی است از زندگی علم بازنشسته شد. او چند سال بعدتر به عنوان استاد دانشگاه مونپلیه برگشت و تا بازنشستگی در ۱۹۸۸ در آنجا باقی ماند. در سال ۱۹۸۸ او و شاگردش پیر دلین برنده جایزه کرافورد شدند. نقد او از جامعه علمی، و خصوصاً چند محفل ریاضی، در نامه‌ای نوشته شده در ۱۹۸۸ آمده، که در آن او دلایل رد کردن جایزه کرافورد را برشمرده است. او این جایزه را به دلایل اخلاقی در نامه‌ای سرگشاده به رسانه‌ها رد کرد. در ۱۹۹۱ گروتندیک به مکانی نقل مکان کرد که کسانی که در جامعهٔ ریاضی با وی ارتباط داشتند نشانی آن را نمی‌دانستند. به نظر می‌رسیده که او در جایی در نزدیکی جنوب فرانسه و آندورا در انزوا می‌زیسته‌است.

## خانواده
گروتندیک به مادرش که پایان‌نامه اش را به او تقدیم کرد بسیار نزدیک بود. او در سال ۱۹۵۷ در اثر سلی که در اردوگاه‌های آوارگان گرفته بود درگذشت.  گرودتندیک پنج فرزند داشت: پسری با صاحبخانه اش در زمان حضورش در ننسی،  سه فرزند، جوهانا (۱۹۵۹), الکساندر (۱۹۶۱) و متیو (۱۹۶۵) با زنش میریل دوفور و یکی با جوستینا اسکالبا، که در اوایل ۱۹۷۰دهه در کمون با او زندگی می‌کرد.